# Fiona Allen
Fiona Allen (Bury, 13 marzo 1965) è un'attrice britannica.
È apparsa in molte sit-com televisive, tra cui Smack The pony (di cui è anche autrice insieme a Doon Mackichan e Sally Phillips), Goodness Gracious Me e All star comedy show ma anche in shows drammatici come Dalziel and Pascoe e Coronation Street. Recentemente è apparsa in un episodio di una serie tv per teenager, chiamata Skins.

## Filmografia parziale

### Televisione
- Band of Gold - serie TV, 3 episodi (1997)
- Goodness Gracious Me - serie TV, 8 episodi (1998)
- Metropolitan Police - soap opera, 2 episodi (1998, 2006)
- Coronation Street - soap opera, 14 episodi (1999)
- Smack the Pony - serie TV, 24 episodi (1999-2002, 2017)
- Poirot - serie TV, episodio 7x02 (2000)
- Dalziel and Pascoe - serie TV, episodio 6x02 (2001)
- Happiness - serie TV, 12 episodi (2001-2003)
- In Deep - serie TV, 14 episodi (2002-2003)
- Shameless - serie TV, episodio 3x01 (2006)
- Skins - serie TV, episodio 2x01 (2008)
- Waterloo Road - serie TV, 4 episodi (2009)
- Casualty - soap opera, 2 episodi (2009-2010)
- Delitti in Paradiso (Death in Paradise) - serie TV, episodio 6x02 (2017)
- Fox and Hare - serie TV, 26 episodi (2019)
- EastEnders - soap opera, 7 episodi (2019-2020)

## Doppiatrici italiane
Nelle versioni in italiano delle opere in cui ha recitato, Fiona Allen è stata doppiata da:
- Barbara Castracane in Poirot
- Mavi Felli in Skins
- Antonella Giannini in Delitti in paradiso